# Allium rothii
Espèce
Allium rothii est une espèce de plantes à fleurs que l'on trouve en Palestine, en Israël, en Égypte, en Syrie et en Jordanie. Cette plante vivace à bulbe possède une ombelle. Les tépales sont blancs et striés de pourpre ; les étamines et les ovaires sont également pourpres.